# Jean Baptiste Gautier
Jean Baptiste Gautier, född 1758, död 1823, var en fransk menagerist och domptör från Faucon nära Avignon. Han var grundare av cirkusdynastin Gautier tillsammans med sin hustru Rose Louise de Lefevre. De fick 10 barn, bland dem sönerna Jean Leonard (Baptiste), Joseph och Didier.
Gautier köpte 1779 en asiatisk elefant i London. Han kom sedan med sin familj, sin medhjälpare Anton Agazzi och sitt menageri via Preussen, Polen, Ryssland och Finland till Stockholm hösten 1804. Elefanten blev då Sveriges första elefant. De logerade i en barack vid Brunkebergstorg, möjligen vid nuvarande kvarteret Elefanten och allmänheten inbjöds att komma och bese djuren. Gautier drog vidare i Sverige och visade upp sina djur men efter elefantupploppet i Skänninge lämnade han Sverige för Köpenhamn. 
Han var morfars farfar till Diana Rhodin, tidigare ägare till Cirkus Brazil Jack.